# Pipe Major

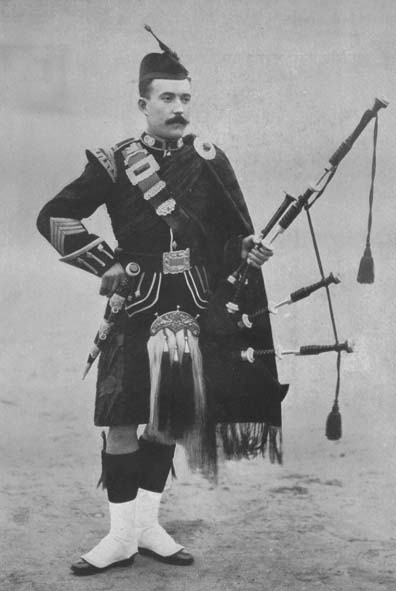
Pipe Major der Argyll and Sutherland Highlanders

Der Pipe Major ist der musikalische Leiter der Piper in einer Pipe Band. Er marschiert in der Formation vorne rechts und gibt seine Kommandos deshalb „by the right“, um sich vom Drum Major zu unterscheiden, der vorneweg in der Mitte marschiert und „by the center“ kommandiert. 
Der Pipe Major ist für die Ausbildung der Piper verantwortlich, für das Erlernen und Üben der neuen Stücke mit dem Practice Chanter, der Übungsflöte zum Dudelsack. Zuständig ist er zudem für die Anleitung zur Wartung der Dudelsäcke sowie für deren korrekte Stimmung vor dem Spielen. Er trägt den Duty Sash, die rote Schärpe und als Rangabzeichen vier Winkel, das große Piperemblem mit Eichenlaub und die Queens Crown am rechten Ärmel.
Innerhalb seiner Einheit hat er eine herausragende Stellung: Er ist in den meisten Fällen der erfahrenste und beste Piper und somit die höchste musikalische Autorität. Zusätzlich ist er für die Aufrechterhaltung der Disziplin und die Wahrung der Traditionen verantwortlich. Er wird üblicherweise von einem Pipe Sergeant unterstützt und bei Abwesenheit von ihm vertreten.
Der Pipe Major Tony Wilson aus Campbeltown wirkte 1977 mit Paul McCartney und der Band Wings bei der Produktion des Musikstücks Mull of Kintyre mit.